# Функция fusc
Функция fusc — это целочисленная функция на множестве натуральных чисел, определённая Э. Дейкстрой следующим образом:
{\displaystyle \operatorname {fusc} (k)={\begin{cases}1,&k=1;\\\operatorname {fusc} (n),&k=2n,n\in \mathbb {N} ;\\\operatorname {fusc} (n)+\operatorname {fusc} (n+1),&k=2n+1,n\in \mathbb {N} .\end{cases}}}
Последовательность, генерируемая этой функцией, имеет вид
1, 1, 2, 1, 3, 2, 3, 1, 4, 3, 5, 2, 5, 3, 4, …
Это диатомическая последовательность Штерна (последовательность A002487 в OEIS). Функция fusc связана с последовательностью Калкина — Уилфа, а именно {\displaystyle n}-й член последовательности Калкина — Уилфа  равен {\displaystyle \operatorname {fusc} (n)/\operatorname {fusc} (n+1)}, а соответствие
{\displaystyle n\mapsto {\frac {\operatorname {fusc} (n)}{\operatorname {fusc} (n+1)}},\quad n=1,2,3,\dots }
является взаимно однозначным соответствием между множеством натуральных чисел и множеством положительных рациональных чисел.

## Свойства
Пусть {\displaystyle f_{1}=\operatorname {fusc} (n_{1})} и {\displaystyle f_{2}=\operatorname {fusc} (n_{2})}, тогда:
- если существует {\displaystyle N} такое, что {\displaystyle n_{1}+n_{2}=2^{N}}, то {\displaystyle f_{1}} и {\displaystyle f_{2}} взаимно просты;
- если {\displaystyle f_{1}} и {\displaystyle f_{2}} взаимно просты, то существуют {\displaystyle n_{1}}, {\displaystyle n_{2}} и {\displaystyle N} такие, что {\displaystyle n_{1}+n_{2}=2^{N}}.

Значение функции не изменится, если в двоичном представлении аргумента инвертировать все внутренние цифры. Например, {\displaystyle \operatorname {fusc} (19)=\operatorname {fusc} (29)}, т. к. 1910 = 100112 и 2910 = 111012.
Значение функции также не изменится, если в двоичном представлении аргумента записать все цифры в обратном порядке. Например, {\displaystyle \operatorname {fusc} (19)=\operatorname {fusc} (25)}, т. к. 1910 = 100112 и 2510 = 110012.
Значение {\displaystyle \operatorname {fusc} (n)} чётно тогда и только тогда, когда {\displaystyle n} делится на 3.
Функция обладает свойствами
{\displaystyle \operatorname {fusc} (2^{n})=1,}
{\displaystyle \operatorname {fusc} (3\cdot 2^{n})=2.}
Значение {\displaystyle \operatorname {fusc} (n)} равно количеству всех нечётных чисел Стирлинга второго рода вида {\displaystyle S_{2}(n+1,2r+1)}, а {\displaystyle \operatorname {fusc} (n+1)} равно количеству всех нечётных биномиальных коэффициентов вида {\displaystyle {\binom {n-r}{r}}}, где {\displaystyle 0\leqslant 2r<n}.

## Вычисление
Кроме рекурсивного вычисления функции fusc по определению, существует простой итеративный алгоритм:
fusc(N):
    n, a, b = N, 1, 0
    пока n ≠ 0:
        если n чётное:
            a, n = a + b, n / 2
        если n нечётное:
            b, n = a + b, (n - 1) / 2
    fusc(N) = b